# 于海 (足球运动员)
于海（1987年6月4日—），河南省洛阳市人，已退役中国足球运动员，退役前效力于上海海港。他還長期是中国国家足球队成员。

## 职业生涯
于海10岁时就远赴上海边上学边踢球，早年就小有名气而被上海足协的少年梯队招纳。由于作为少年业余足球球员要到初中毕业后再根据实际情况决定继续学业还是从事职业足球。于海学业刻苦而成为450度的近视。
2004年，年仅17岁的于海虽然所属仍在上海足协，但以租借方式进入了上海国际一线队参加中超联赛，以其表现及年龄优势吸引了海外俱乐部的注意。他曾入选上海十运会足球队，是队中唯一两名不是来自于上海申花的球员，另一名是国际队友郑涛。
2007年，于海加盟荷兰足球甲级联赛维特斯，7月进入一线队，9月出战荷兰甲级联赛，并荷兰杯比赛中攻入了中国球员在荷兰的第一个入球。登陆荷甲后无多久就受重伤，休战了一年。2008年，于海在备战奥运会时再次撕裂了十字韧带，被迫又休养一年，不但无缘中国国奥队的最终名单，还被俱乐部于夏天解约。
于海返回中国伤愈后，2009年初已经改名陕西中新的原上海国际队最终决定将其永久签下，据悉转会费相当高。
2009年于海入选中国国家队；2009年6月4日友谊赛对阵沙特阿拉伯是他的第一场国际A级赛。
2010年2月10日在東亞四強賽对韩国的比赛中攻入一球，并以上3-0的比分是的中国国家男子足球队32年来首次战胜韩国队。
2013年12月，于海凭借在中国足协杯决赛首次两回合的三粒进球，使贵州人和3:2战胜广州恒大，夺得冠军。
2024年1月5日，于海宣布退役。之後于海擔任上海海港U21队伍助理教练。

## 与韩寒等友谊赛
作家和赛车手韩寒在《我也曾对这种力量一无所知》一文忆述他们在某足球慈善赛跟申花梯队对战被打成20-0大比分惨败，并把当年照片贴在微博中，于海立即在微博回复指自己是梯队的其中一员。

## 国家队进球
- 仅列出国际A级比赛进球

| 时间           | 地点     | 对手         | 比分 | 赛事                     | 进球(累计) |
| -------------- | -------- | ------------ | ---- | ------------------------ | ---------- |
| 2009年7月25日  | 天 津    |              | 3-0  | 友谊赛                   | 1( 1)      |
| 2009年9月30日  | 呼和浩特 |              | 4-1  | 友谊赛                   | 1( 2)      |
| 2009年11月14日 | 贝鲁特   | 黎巴嫩       | 2-0  | 2011年亞洲盃預選賽       | 1( 3)      |
| 2010年2月10日  | 东 京    |              | 3-0  | 2010年東亞足球錦標賽     | 1( 4)      |
| 2010年8月11日  | 南 宁    | 巴林         | 1-1  | 友谊赛                   | 1( 5)      |
| 2010年12月18日 | 珠 海    | 爱沙尼亚     | 3-0  | 友谊赛                   | 1( 6)      |
| 2011年1月17日  | 多 哈    |              | 2-2  | 2011年亞洲盃足球賽       | 1( 7)      |
| 2011年9月2日   | 昆 明    | 新加坡       | 2-1  | 2014年世界杯亚洲区预选赛 | 1( 8)      |
| 2011年11月15日 | 新加坡   | 新加坡       | 4-0  | 2014年世界杯亚洲区预选赛 | 1( 9)      |
| 2015年1月10日  | 布里斯班 | 沙烏地阿拉伯 | 1-0  | 2015年亞洲盃足球賽       | 1(10)      |